# Tipps für Wilhelm
Tipps für Wilhelm ist eine deutsche Indie-/Alternative-Rockband aus Berlin, bestehend aus Guillermo Morales (Gesang, Gitarre), Ruud van der Zalm (Schlagzeug) und Thomas Wosnitza (Bass).

## Geschichte
Die Band wurde 2013 gegründet und veröffentlichte kurz darauf ihr Debütalbum Hornissen (2014). Die Tour zum Album startete im Berliner Privatclub und umfasste ca. 70 Konzerte in Deutschland und der Schweiz. Unter anderem spielten sie beim Festival der Hamburger Küchensessions und bei TV Noir im Rahmen des ersten Secrets Festivals. Im Anschluss an die Tour arbeiteten sie zwei Jahre an ihrem zweiten Album, das sie in Berlin und in einem Landhaus an der mecklenburgischen Seenplatte aufnahmen. Im September 2018 veröffentlichten sie beim Berliner Label Motor Entertainment die Vorabsingle Ich sehe dich du mich nicht, gefolgt von Das Summen. Am 9. November 2018 erschien das zweite Album Put Your Head on My Shoulder. Die Albumproduktion wurde von der Initiative Musik gefördert.
Den Namen verdankt die Band einem guten Freund des Sängers Guillermo Morales, der ihm immer Mixtapes mit der Aufschrift „Tipps für Wilhelm“ schickte. Wilhelm ist die deutsche Übersetzung von Guillermo.

## Diskografie

### Alben
- 2014: Hornissen (CD, Januar)
- 2018: Put Your Head on My Shoulder (CD, Motor Entertainment)

### Singles
- 2014: Ganz weit im Osten
- 2015: Bleib in deiner Stadt
- 2018: Ich sehe dich du mich nicht
- 2018: Das Summen
- 2019: 1993

### Sampler
- Hamburger Küchensessions #4